# Spritz
Lo Spritz è un long drink aperitivo alcolico italiano a base di vino bianco, un bitter amaricante, di solito Campari, Aperol o Select, e seltz. Dal 2011 è un cocktail riconosciuto ufficialmente dall'IBA, che ha registrato la variante trevigiana a base di prosecco, mentre a Venezia la tradizione vuole uso di vino bianco fermo.

## Storia
L'origine dello spritz è riconducibile agli inizi dell'Ottocento, con l'usanza delle truppe dell'Impero austriaco di allungare il vino "Tocaj", attuale "Friulano" con acqua frizzante, per compensare quella da loro percepita come elevata gradazione alcolica.
Da qui l'origine del nome, che si vuole derivare dal verbo tedesco "spritzen", che significa "spruzzare", cioè compiere il gesto di allungare il vino con l'acqua frizzante. Così nasce la prima versione dello spritz. Tale usanza, diffusasi in breve tra la popolazione locale e conservatasi pressoché inalterata oltre che in Austria anche in Trentino-Alto Adige, rimane viva in tutto il 
Friuli Venezia Giulia, dove il classico spritz è tuttora quello composto da vino, acqua frizzante e fettina di limone. La successiva evoluzione dello spritz si ebbe con la diffusione del sifone per l'acqua di Seltz, molto più gassata di quella classica.
Nel primo dopoguerra si diffuse l'abitudine dell'aperitivo. Presumibilmente in questo periodo, tra gli anni venti e trenta del Novecento tra Venezia e Padova, si cominciò a creare una delle innumerevoli "varianti" della miscela dello spritz (rimanente ancora la ricetta originale) con del bitter. Infatti, in quel periodo, grazie al lavoro dei fratelli Pilla, era nato a Venezia il bitter Select e la tradizione di consumarlo allungato con soda o seltz. Nel frattempo i fratelli padovani Barbieri avevano creato l'Aperol, un altro bitter.
Negli anni cinquanta, tra la nuova abitudine veneta di fare aperitivo, i novelli bitter e il boom economico, presto diviene popolare lo spritz come è conosciuto oggi, prima a Venezia e Padova e dagli anni settanta in tutto il Veneto, poi il Nord Italia e infine a livello nazionale fino a diventare un cocktail consumato a livello globale.
Dal 2011 è ufficializzato dall'IBA prima con la denominazione di "spritz veneziano", poi semplicemente come "spritz". 
Alla sua notorietà a livello nazionale ha contribuito anche l'azienda produttrice dell'aperitivo Aperol, che ad inizio 2008 avviò una massiccia campagna pubblicitaria, favorendone così la diffusione nell'intera penisola.

## Composizione

### Ingredienti

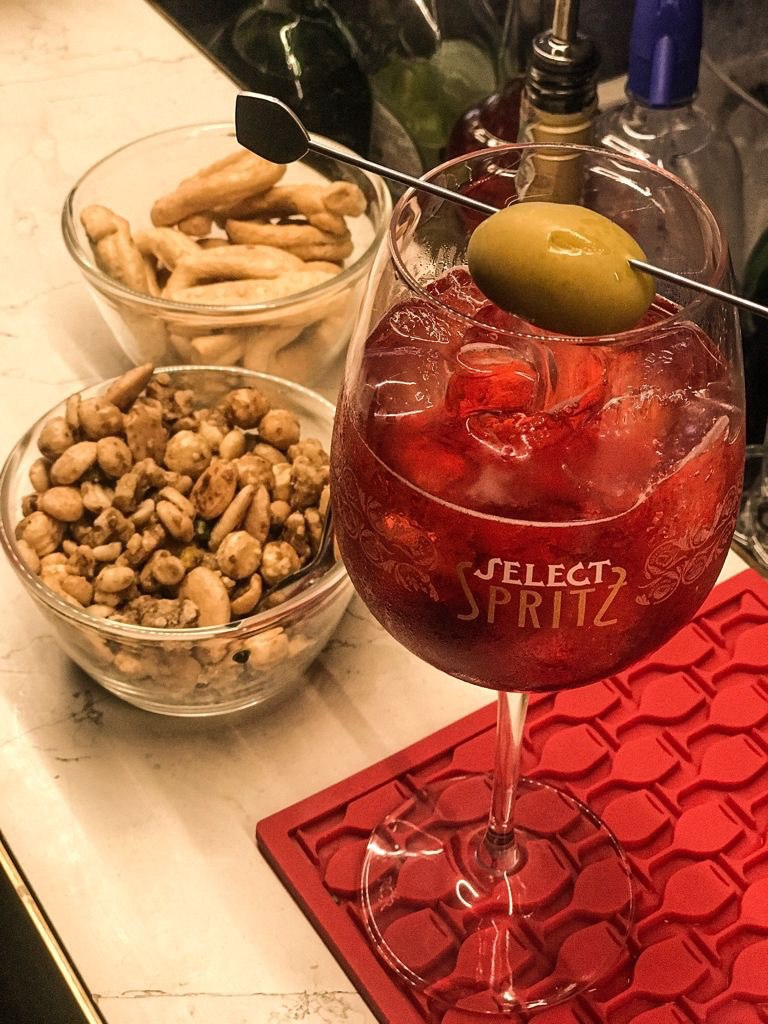
Uno spritz veneziano al Select

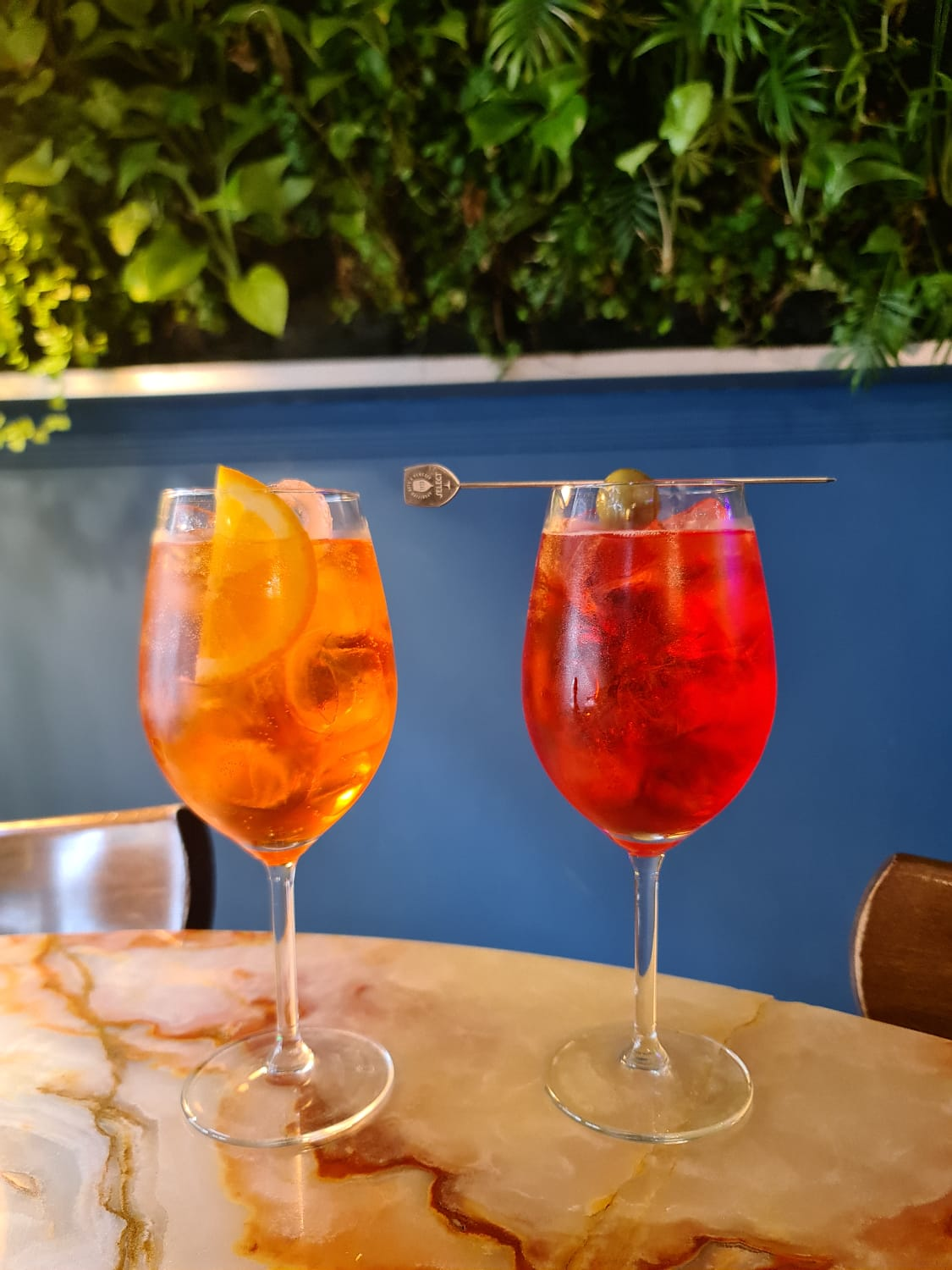
Diversi tipi di spritz

Lo spritz si prepara con un vino bianco frizzante (solitamente prosecco), un bitter come Aperol, Campari o Select (che conferisce al cocktail un colore rosso/arancio) e una spruzzata di acqua frizzante o seltz. Altri liquori usati possono essere il Cynar o la China Martini.
La ricetta veneziana prevede:
- 7,5 cl di Prosecco;
- 5 cl di Select;
- 2,5 cl di soda/seltz;
- un'oliva verde.

La ricetta veneta prevede:
- 1/3 di vino bianco frizzante;
- 1/3 di bitter;
- 1/3 di acqua frizzante;
- una fetta d'arancia o limone in base al bitter.

La ricetta ufficiale IBA prevede:
- 9 cl di Prosecco;
- 6 cl di Aperol;
- q.b. di soda/seltz.

### Preparazione
Per preparare lo spritz si versa in un bicchiere old-fashioned contenente del ghiaccio, in ordine: prosecco, Aperol e infine soda, guarnendo quindi con mezza fetta d'arancia.
Dal 2015, nel retroetichetta della bottiglia dell'Aperol, viene indicato il bicchiere da vino con stelo, ideale per la preparazione dell'Aperol Spritz.

## Varianti
Esistono diverse varianti dello Spritz, più o meno diffuse sul territorio. 

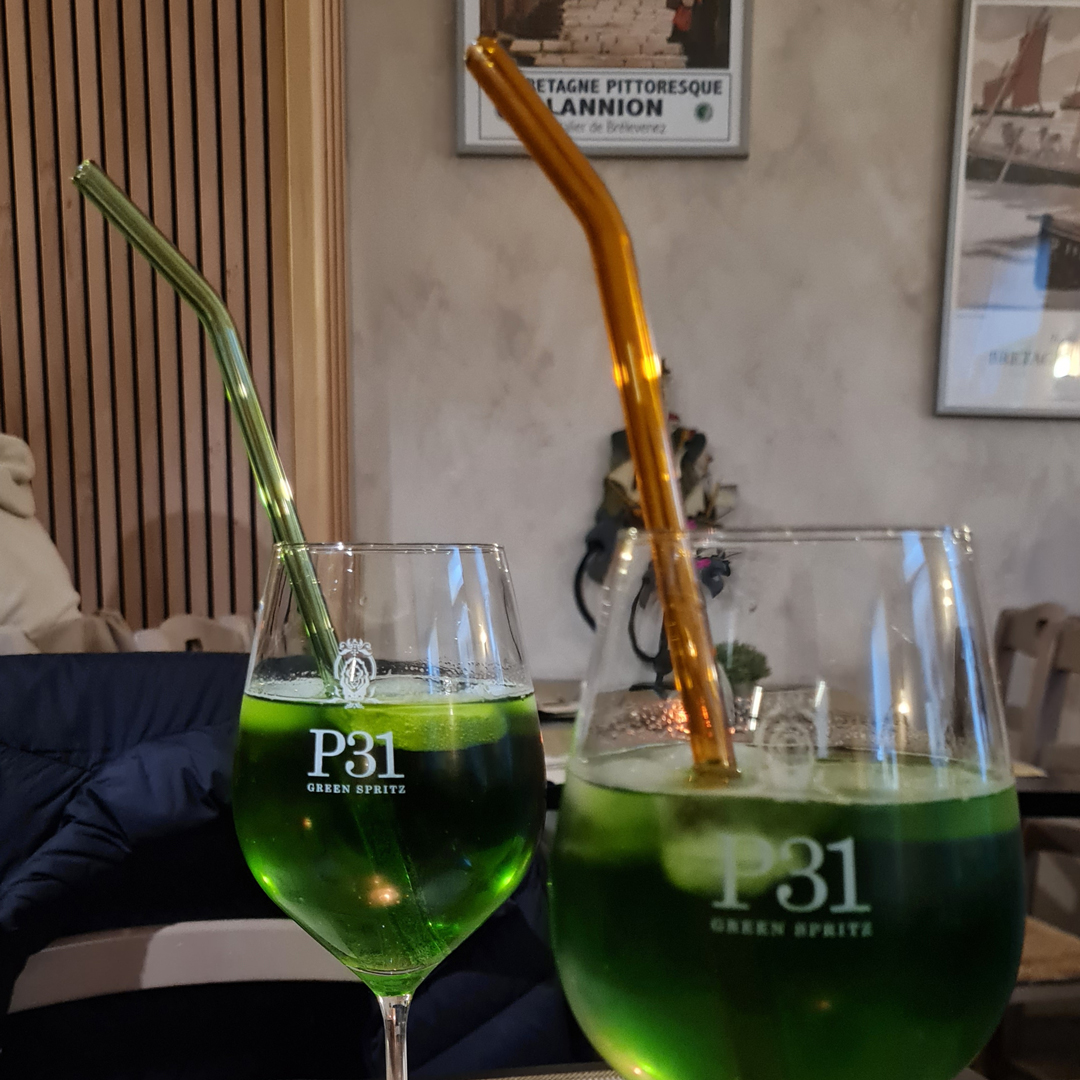
Green Spritz

- Green SpritzSpritz Select, considerato l'originale[9]. La ricetta prevede Select, Prosecco, soda o seltz e un'oliva, anche se la tradizione veneziana sostituisce al Prosecco un vino bianco fermo.
- Spritz Aperol, il più diffuso e ricetta ufficiale IBA.
- Spritz Campari, ricetta IBA con sostituzione dell'Aperol con il Campari. Tale variante, talvolta con l'aggiunta di succo d'arancia, è anche chiamata "bicicletta"[20].
- Spritz Cynar, ricetta IBA con sostituzione dell'Aperol con il Cynar, bitter a base di foglia di carciofo. Leggermente amaro con sentori botanici, diffuso soprattutto in Veneto.
- Green Spritz[21], creato nel 2017 dal Caffé Pedrocchi di Padova. È a base di P31 Aperitivo Green, un amaro distillato a partire da 31 erbe e spezie caratterizzato da un colore verde brillante.
- Spritz Bianco[22], preparato con solo prosecco e acqua frizzante/soda/seltz, senza l'aggiunta di bitter.
- Spritz triestino, molto simile all'originale austroungarico, composto semplicemente da vino bianco e selz (o acqua frizzante), una fettina di limone, ghiaccio in cubetti.
- In alcuni locali veneti si trova anche lo spritz misto (al posto della quantità di Aperol viene messo sia il Campari che il Cynar, o tutti e tre).[senza fonte]
- Nell'alto vicentino e sull'altopiano di Asiago si trova ancora lo "spritz coa macia" (spritz con la macchia), costituito da vino bianco e selz (o acqua frizzante) con una piccola aggiunta di Aperol o Campari (la macchia appunto).

Anche la scelta del vino è caratterizzante dello Spritz, nelle varie zone del Triveneto e dintorni si identifica l'originale ricetta anche in base al vino. A Treviso è Prosecco, a Padova vino bianco frizzante, a Venezia vino bianco fermo, a Udine è il Tocai Friulano.
Il Pirlo, aperitivo bresciano, si è probabilmente sviluppato parallelamente allo Spritz, ma a differenza dello Spritz è fatto con il vino bianco fermo.